# Интеррекс
Интеррекс (на латински: Interrex – букв. междинен цар) e изборна длъжност по времето на Римската република – от сената се назначава патриций, който е отговорен най-вече за провеждането на консулските избори, когато досегашните консули не могат да правят това, защото и двамата са умрели.
Тази служба е само за 5 дена, след това тази длъжност се дава на друг патриций сенатор.